# Бентивольо (род)
Бентивольо (итал. Bentivoglio) — знатный род, который господствовал в итальянском городе Болонья во второй половине XV века. Его представители выводили своё происхождение от короля Энцо. Среди многочисленных легенд, возникших вокруг фигуры этого короля, одна гласит, что родоначальником дома Бентивольо стал незаконнорождённый сын Энцо и крестьянки Лучии из Виадаголы. Ребёнок получил имя, произведённое из слов, которые король часто повторял Лучии: «Ben ti voglio», то есть «Люблю тебя» («Желаю тебя»).

## Бентивольо в Болонье
Бентивольо известны по документам с 1323 года. Утверждали, что являются потомками Энцо — короля Сардинии, внебрачного сына императора Фридриха II.
В 1401 и 1420 гг. они неудачно пытались захватить власть в Болонье у пропапской партии гвельфов. В 1445—1506 гг. семья удерживала главенство в Болонье, в 1494 г. Бентивольо получили от императора Священной Римской империи Максимилиана I различные привилегии, включая право чеканить монету, посвящать в рыцари, а также добавить в свой герб изображение имперского орла. Тем не менее, в ноябре 1506 года семья была изгнана из Болоньи усилиями папы римского Юлия II, который также вынудил Бентивольо изменить герб, в котором появилось изображение желудей (дуб — символ рода Делла Ровере, к которому принадлежал понтифик). Большая часть семьи осела в Ферраре, ввиду наличия семейных связей с правящей там фамилией д’Эсте, и в течение длительного времени играла важную роль в политической жизни этого города.

### Персоналии
- Джованни I Бентивольо, погиб в битве у Казалеккьо в 1402
- Антон Галеаццо Бентивольо, (1385 — 23 декабря 1435), сын Джованни I, синьор Болоньи с 1420 по 1435 (когда был убит по приказу папского легата)
- Аннибале Бентивольо (1413 — 24 июня 1445), сын Антона Галеаццо Бентивольо, по возвращении в 1438 г. из изгнания смог утвердиться в коммуне в качестве синьора. В 1442 г. попал в руки Никколо Пиччинино и в 1445 г. пал от руки убийцы.
- Санте Бентивольо (1424—1463), двоюродный брат Аннибале I. Формально считался одним из членов Шестнадцати (олигархического совета), но в реальности правил вполне самовластно. Правил в Болонье с 1446 и умер в 1462 г. Он вступил в союз с миланскими Сфорца и в 1447 г. заключил выгодный для города договор с папством.
- Эрколе Бентивольо (15 мая 1459 — июнь 1507), сын Санте Бентивольо, кондотьер и армейский капитан.
- Джованни II Бентивольо (1443—1508), сын Аннибале I Бентивольо, синьор Болоньи с 1463 по 1506 г., много сделал для благополучия города, но за долгие годы деспотического правления нажил столько врагов, что когда папа Юлий II пошёл войной на Болонью, горожане не захотели сплотиться вокруг своего правителя. В 1506 г. он выехал вместе с родственниками в союзную им Феррару, где род Бентивольо на протяжении XVII и XVIII вв. оставался одним из наиболее влиятельных. Имел шестнадцать детей, из которых пятеро умерли в детстве. Зрелого возраста достигли четверо сыновей: Аннибале, Антонгалеаццо, Алессандро, Эрмес.

## Бентивольо д’Арагона — маркизыМальяно
В 1482 году в награду за участие в Феррарской войне на стороне Неаполя король Фердинанд I, представитель Трастамарской династии, называемой в Неаполе Арагонской, дал Бентивольо право добавить к своей фамилии титул «д’Арагона», в 1488 г. Бентивольо получили статус венецианских патрициев, подтверждённый в 1817 г. австрийским императором Францем II. В 1559 году Корнелио Бентивольо получил в синьорию Мальяно, которую позднее семья утратила, обретя вновь в 1661 году в качестве маркизата. В 1818 году тот же император Франц II подтвердил за семьей Бентивольо титул маркизов, но Мальяно был продан ими некому Лоренцо Бьонди, который с 1823 по 1838 год судился с городом за право собственности на здание Дворца юстиции, пока не проиграл процесс. В этот же исторический период прекратила существование феодальная система правления, вместе с правом аристократии получать доходы с определённых территорий. Есть основания предполагать, что представители семьи Бентивольо в Мальяно никогда не жили, управляя своим имуществом через приказчиков.

### Персоналии
- Аннибале II Бентивольо (1467—1540), сын Джованни II, кондотьер, родоначальник фамильной ветви Бентивольо д’Арагона, в 1511 году сумел вернуться к власти в Болонье, бежал в Феррару после окончательного изгнания семьи Бентивольо из Болоньи в 1512 году, в 1487 году женился на Лукреции д’Эсте.
- Эрколе Бентивольо (1507—1573), сын Аннибале II, литератор.
- Костанцо Бентивольо, сын Аннибале II, женился на Элене Рангони.
- Корнелио I Бентивольо[итал.] (1519/1520 — 1585), сын Костанцо, в первом браке женат на Леонарде д’Эсте, во втором — на Изабелле Бендидио. Генерал французского короля Генриха II в войне с Медичи за обладание Сиеной, после победы французов получил 14 августа 1559 года от побеждённого тосканского герцога Козимо I Медичи в синьорию Мальяно.
- Ипполито I Бентивольо (умер в 1619 году), сын Корнелио Бентивольо от Леонарды д’Эсте, 2-й синьор Мальяно, не оставил после себя наследников мужского пола.
- Гвидо Бентивольо д’Арагона (1577—1644), сын Корнелио Бентивольо от Изабеллы Бендидио, кардинал, председатель суда инквизиции над Галилео Галилеем, апостольский нунций сначала во Фландрии, затем во Франции, полномочный посол французского короля в Папской области.
- Энцо Бентивольо (1575—1639), сын Корнелио Бентивольо от Изабеллы Бендидио, 3-й синьор Мальяно. Маркиз Гуальтьери, в 1634 году обменял этот маркизат на Скандиано, в 1632 году взял на одиннадцать лет маркизат Кастельгранде, от которого позже отказался. 20 июля 1635 года Энцо продал синьорию Мальяно, которая через некоторое время вернулась во владение тосканских герцогов.
- Корнелио II Бентивольо (1606—1663), сын Энцо Бентивольо, в 1661 году получил от тосканского герцога Фердинандо II Медичи проданное его отцом Мальяно, теперь в качестве маркизата. В первом браке женат на Анне Строцци, во втором — на Костанце Сфорца, 1-й маркиз Мальяно.
- Ипполито II Бентивольо (умер в 1685 году), сын Корнелио II, 2-й маркиз Мальяно, литератор, был женат на Лукреции Пио Савойской.
- Корнелио III Бентивольо (1668—1732), сын Ипполито II, кардинал, архиепископ Карфагена, апостольский нунций в Париже и полномочный посол Испании в Папской области.
- Луиджи Бентивольо (умер в 1744 году), сын Ипполито II, 3-й маркиз Мальяно, женат на Марианне, маркизе Пеполи. В 1738 году император подтвердил права Бентивольо на маркизат Мальяно.
- Ипполито III Бентивольо, умер раньше своего отца Луиджи Бентивольо (в 1729 году). В 1727 году женился на Марианне Гонзага (1706—1758), от которой не имел сыновей.
- Гвидо Бентивольо (1705—1769), сын Луиджи Бентивольо, 4-й маркиз Мальяно, оставил блестящую церковную карьеру, чтобы управлять имуществом семьи в Ферраре. Меценат Антонио Вивальди, с которым вёл переписку. Женился 7 октября 1731 года на Личинии, графине Мартиненго, умершей в возрасте 32 лет. Вторым браком женился Элене Марии Гримани, от которой имел дочь Матильду (31 августа 1758 года вышла замуж за Никколо XII Маркантонио Эриццо) и сына Карло Гвидо.
- Карло Гвидо Бентивольо, сын Гвидо Бентивольо, 5-й и последний маркиз Мальяно, ввиду малолетства в момент смерти отца (ему не исполнилось еще и года), феодом управляла его мать Элена Мария Гримани. Маркизат прекратил существование в связи с отменой феодальной системы и сословных привилегий. 30 июня 1801 года Карло Гвидо женился на Аделаиде Фоскарини, вторым браком 1 мая 1819 года женился на Паолине Бернардо. В 1816 году у Карло Гвидо родился сын Никколо, в свою очередь у того в 1851 году родился сын Гвидо.

## Бентивольо в XX веке
- Галеаццо Бенти[итал.], сценический псевдоним графа Галеаццо Бентивольо, родом из Флоренции, известный актер, сыгравший во многих комедийных фильмах вместе с Тото.

## Герб

Герб рода Бентивольо с 1506 г.
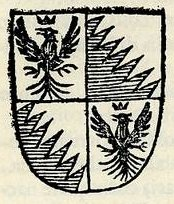
Герб Бентивольо 1494 г.